# Banque Monneron
Pour les articles homonymes, voir Famille Monneron.
La « banque Monneron », dite en réalité « Monneron frères négociants », est un établissement financier créé par une famille de négociants français qui obtint en 1791 le droit de frapper une monnaie de cuivre qui portait l'inscription Monneron Frères d'où leur désignation de « monneron ». Inventeurs de la première monnaie de nécessité française, les frères Monneron jouirent à leur époque d'une grande notoriété mais finirent ruinés. Ils s'illustrèrent entretemps avec la création de la Caisse des comptes courants.

## Une monnaie de nécessité
Les Monneron avaient établi des comptoirs dans les principales villes de France. Le siège de leur établissement était situé à côté du Louvre, sur la place du Carrousel à Paris.
Moyennant une commission, les Monneron proposaient d'échanger leurs jetons appelés « médailles de confiance » contre des assignats selon un barème plancher fixé à 50 livres tournois. Mais leur trop grande confiance dans le papier révolutionnaire et sa rapide dépréciation les laissa avec un stock énorme d'assignats, alors que le public thésaurisait leurs médailles, d'autant plus que le cuivre se raréfiait. Les Monneron en avaient fait frapper pour plusieurs millions d'unités en Angleterre, et avaient dû pour cela débourser d'importantes liquidités en argent et en or pour acheter du cuivre anglais et payer la frappe, d'où il s'ensuivit une perte considérable. La ruine était au bout de l'aventure…
Les frères Monneron firent fabriquer en Angleterre par Matthew Boulton, grâce à la machine à vapeur de Watt plusieurs types de pièces en grande quantité dans l'atelier monétaire de la Soho Mint à Birmingham, à partir de la fin de l'année 1791.
Ces monnaies de nécessité auraient dû suppléer à la pénurie monétaire qui régnait en France et leur qualité technique et esthétique était bien supérieure aux médiocres productions officielles contemporaines en métaux vils.
En mars 1792, les Monneron firent faillite et Pierre s'enfuit. Son frère Augustin reprit l'affaire, mais le décret du 3 septembre 1792 interdit la fabrication des monnaies privées et la commercialisation des médailles de confiance. Ces monnaies de nécessité circulèrent en fait jusqu'à la fin de 1793.

## Types frappés
Trois valeurs existent : 1 sol, 2 sols et 5 sols. Il existe de nombreuses variantes et deux millésimes : 1791 et 1792.
Les types sont les suivants : 
- à l'Hercule[4]. ;
- à la Liberté assise (pour la pièce de 2 sols) ;
- au pacte fédératif.

Toutes sont gravées par Augustin Dupré sauf la 2 sols qui l'est par un certain Ponton. Le réglage typographique et celui des presses furent assurés par Jean-Pierre Droz.

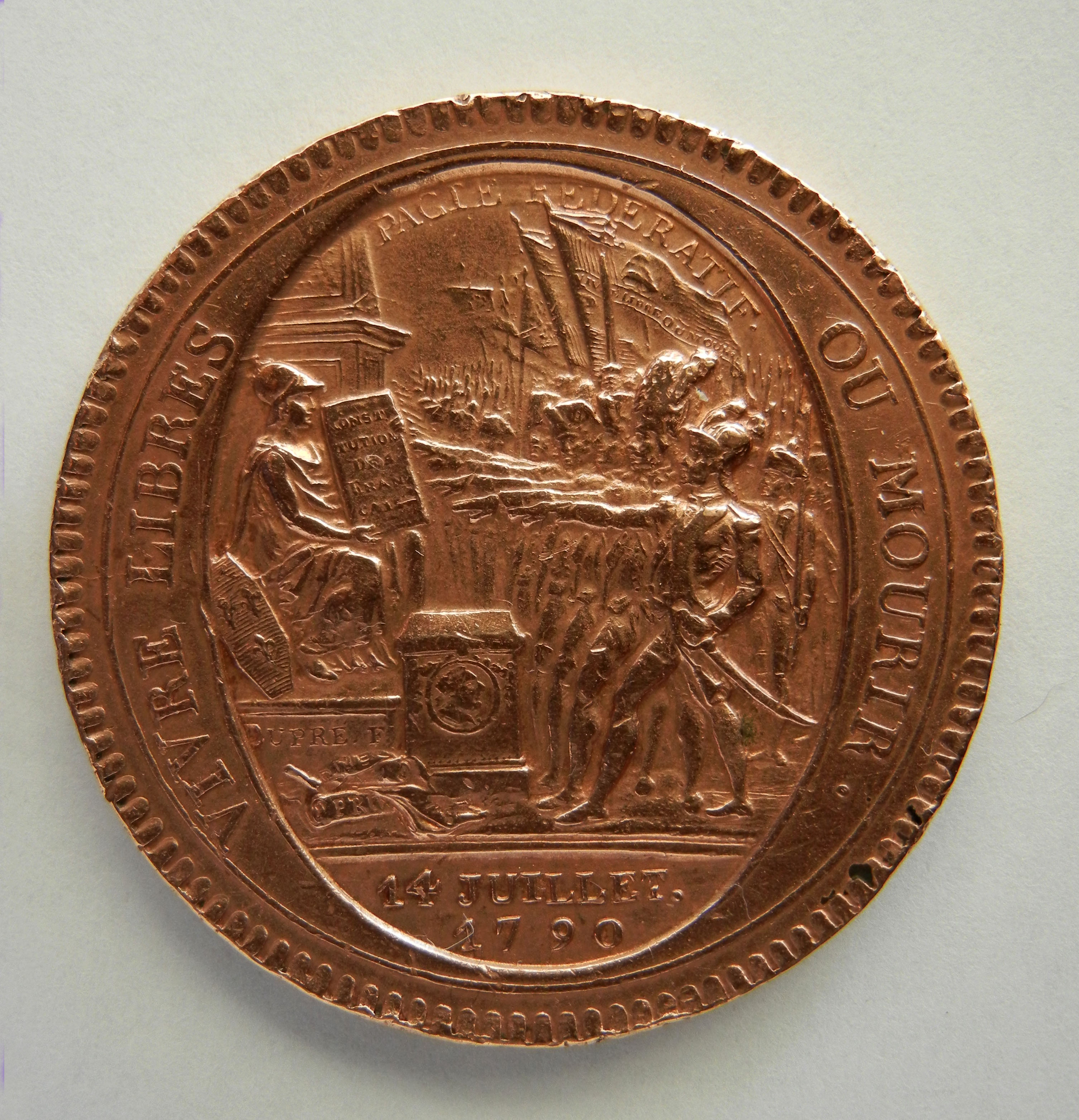
Monneron de 5 sous Au serment, 1792, par Augustin Dupré (avers)
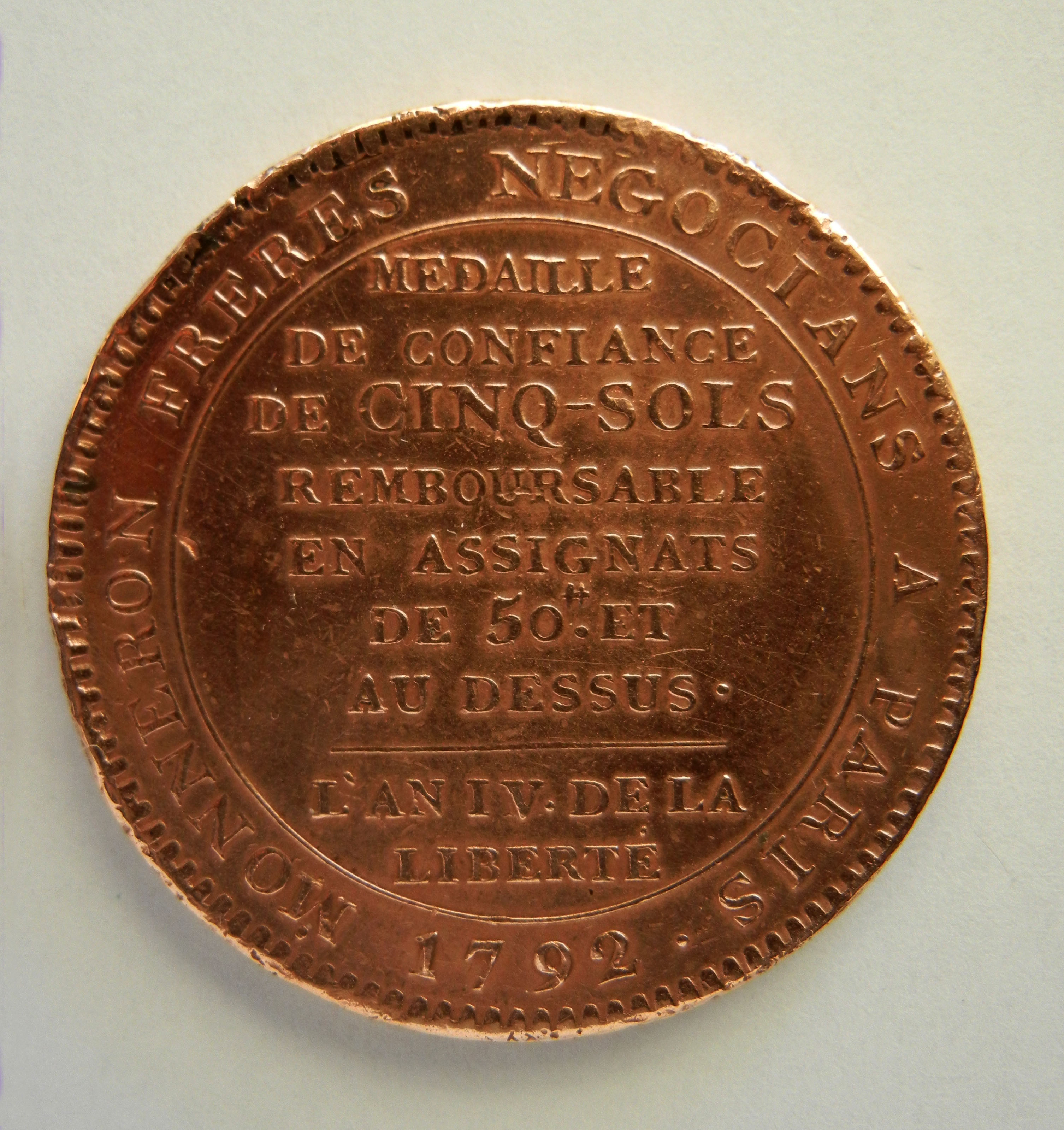
Monneron de 5 sous Au serment, 1792, par Augustin Dupré (revers)

## Expériences similaires
Parallèlement aux frères Monneron, d'autres négociants français tentèrent également de se lancer sur ce marché des médailles de nécessité, et ce, avant l'interdiction du 3 septembre 1792 :
- Divers établissements se qualifiant de « caisse » : Caisse patriotique de Paris, Caisse de Bonne Foi (Montagny)[6], Caisse métallique, Caisse populaire...
- l'entreprise Lesage, Lefevre et Compagnie (Paris) pour des 5, 10 et 20 sols en argent ;
- la Manufacture de porcelaine Potter (rue Crussol, Paris) qui fabriqua des médailles d'une valeur de 5 à 20 sols en argent pour payer ses ouvriers ;
- l'entreprise Dairolant et Compagnie pour une médaille de 40 sols à l'effigie de Mirabeau[7] ;
- Clémencon et Compagnie (place Confort, Lyon) ;
- Billets de confiance dans le Gard[8].